# Максимов, Игорь Александрович
И́горь Алекса́ндрович Макси́мов (род. 26 апреля 1992, Дульдурга, Агинский Бурятский автономный округ, Россия) — российский легкоатлет, специализирующийся в кроссе и беге на длинные дистанции. Чемпион России по кроссу 2014. Серебряный призёр чемпионата Европы по кроссу среди молодёжи 2014 года в индивидуальном первенстве. Мастер спорта Международного класса.

## Биография

### Начало карьеры
Родился 26 апреля 1992 года в семье Александра Геннадьевича и Лидии Степановны Максимовых. Первые шаги в лёгкой атлетике сделал в родном селе Дульдурга под началом тренеров Доржи и Бато Дугаровых. В юношеские годы специализировался на дистанциях 1500 и 3000 метров, на которых завоевал ряд титулов на региональном уровне. Однако на всероссийских соревнованиях успех пришёл не сразу. В 2010 году на Первенстве России среди юниоров в помещении (1991−92 г.р.) Игорь отметился лишь 11 местом на дистанции 3000 метров (8.46,33).
В 2010 году он поступает в Новосибирский государственный технический университет на факультет энергетики и переходит под начало Сергея Викторовича Наумова. В ходе работы с новым наставником происходит смена специализации: Максимов переходит к бегу на более длинные дистанции. Уже на Первенстве России среди юниоров—2011 это даёт результат — завоёвана бронзовая медаль на дистанции 10 000 метров (32.07,87).

### Первые успехи
Следующий значительный прорыв в результатах атлета случился лишь в 2013 году. Тогда же он раскрывается как специалист в кроссовом беге. В апреле на чемпионате России по кроссу Игорь финиширует вторым на дистанции 8 километров среди мужчин, становится победителем в молодёжной категории и выполняет таким образом требования для присвоения звания мастера спорта. В июне он устанавливает личный рекорд в беге на 10 000 метров на чемпионате России — 29.09,45. Данное время позволило стать ему победителем Первенства России среди молодёжи и гарантировало участие в чемпионате Европы среди молодёжи. На европейском первенстве он становится 6-м с результатом 29.53,05. В завершении сезона Максимов становится вторым на Первенстве России по кроссу, отбирается на чемпионат Европы по кроссу, где выступает неудачно — лишь 51-е место среди молодёжи.

### 2014 и 2015 годы
В 2014-м году Игорь выходит на первые позиции в России среди молодых легкоатлетов в беге на длинные дистанции. Уверенные победы одержаны на Первенстве России в помещении (13.55,42 — личный рекорд) и на Спартакиаде молодёжи России. 27 сентября Игорь Максимов впервые становится чемпионом России, выиграв 10-километровую дистанцию на чемпионате России по кроссу. Позади остались лидеры сборной России Ильдар Миншин и Сергей Рыбин. После этой победы Игорь был включён в сборную России для участия в чемпионате Европы по кроссу в болгарском Самокове. На самом европейском форуме забег среди молодёжи сложился для него значительно лучше, чем годом ранее. Всю дистанцию Максимов был среди лидеров, а на финише уступил лишь соотечественнику Ильгизару Сафиуллину и завоевал серебро. В командном первенстве в составе сборной России он стал чемпионом.
На основе результатов чемпионата была сформирована сборная Европы по кроссу, которая должна была выступить 10 января 2015 года в Эдинбурге на международном матче трёх команд. В итоге Игорь стал единственным представителем России в мужском забеге этого турнира, где выступил неудачно, заняв лишь 28-е место.
На чемпионате России в помещении 2015 года он установил личный рекорд (13.50,33) и стал третьим среди россиян на дистанции 5000 м. Однако это не позволило ему попасть на пьедестал соревнований, поскольку в забеге участвовали два кенийских атлета, показавшие лучшие результаты.

## Основные результаты
| Год  | Турнир                                           | Место проведения         | Дисциплина    | Место | Результат |
| ---- | ------------------------------------------------ | ------------------------ | ------------- | ----- | --------- |
| 2012 | Чемпионат России по кроссу                       | Жуковский, Россия        | кросс 8 км    | 29-е  | 26.00     |
| 2013 | Чемпионат России в помещении                     | Москва, Россия           | 5000 м        | 13-е  | 14.16,67  |
| 2013 | Чемпионат России по кроссу                       | Жуковский, Россия        | кросс 8 км    | 2-е   | 23.51     |
| 2013 | Командный чемпионат России                       | Сочи, Россия             | 5000 м        | 6-е   | 14.09,88  |
| 2013 | Чемпионат России по бегу на 10 000 м             | Москва, Россия           | 10 000 м      | 10-е  | 29.09,45  |
| 2013 | Чемпионат Европы среди молодёжи                  | Тампере, Финляндия       | 10 000 м      | 6-е   | 29.53,05  |
| 2013 | Чемпионат России                                 | Москва, Россия           | 5000 м        | 8-е   | 13.56,97  |
| 2013 | Чемпионат России по кроссу                       | Оренбург, Россия         | кросс 10 км   | 6-е   | 32.01     |
| 2013 | Чемпионат Европы по кроссу среди молодёжи        | Белград, Сербия          | кросс 8 км    | 51-е  | 25.17     |
| 2014 | Чемпионат России в помещении                     | Москва, Россия           | 5000 м        | 4-е   | 13.55,42  |
| 2014 | Чемпионат России                                 | Казань, Россия           | 5000 м        | 8-е   | 13.56,99  |
| 2014 | XVII Новосибирский полумарафон памяти А. Раевича | Новосибирск, Россия      | полумарафон   | 1-е   | 1:04.58   |
| 2014 | Чемпионат России по кроссу                       | Оренбург, Россия         | кросс 10 км   | 1-е   | 30.54     |
| 2014 | Чемпионат Европы по кроссу среди молодёжи        | Самоков, Болгария        | кросс 7,78 км | 2-е   | 25.33     |
| 2015 | Great Edinburgh Cross Country                    | Эдинбург, Великобритания | кросс 8 км    | 28-е  | 27.40     |
| 2015 | Чемпионат России в помещении                     | Москва, Россия           | 5000 м        | 5-е   | 13.50,33  |